# El hombre de la situación
El hombre de la situación es una novela costumbrista mexicana publicada en 1861 por Manuel Payno.

## Argumento
La novela empieza con Fulgencio, un español que envía a su hijo a la Nueva España para hacer fortuna. Los dos son ingenuos e ignorantes, pero muy orgullosos. La novela tiene elementos picarescos, conforme el joven andaluz se enfrenta a ciertos problemas que inician desde el comienzo del viaje. La fortuna parece estar de su lado, pues siempre logra sacar provecho de las situaciones, y cuando no lo logra, lo intenta. Ya en la Nueva España se coloca en la tienda de otro español y después de un tiempo, literalmente «asciende», pasa de dormir debajo del mostrador, a dormir sobre este. Posteriormente consigue colocarse en el testamento del viejo Pascasio José Aguirrevengurren.